# Gibberella cyanea
Gibberella cyanea är en svampart som först beskrevs av Sollm., och fick sitt nu gällande namn av Hans Wilhelm Wollenweber 1916. Gibberella cyanea ingår i släktet Gibberella och familjen Nectriaceae.   Inga underarter finns listade i Catalogue of Life.